# 한주열
한주열(韓柱烈, 1947년 ~ 2012년 11월 14일)은 대한민국의 희극배우 겸 영화배우이다.

## 생애
1967년 KBS 공채 탤런트로 데뷔하였다. 이후 1970년대에 코미디언으로 전향하여 TBC에 스카웃된 이후 1970~80년대에 코미디언으로 활동하면서 많은 인기를 얻었다. 2012년 11월 14일 지병이던 당뇨 합병증으로 사망하였다.
향년 66세

## 작품

### 드라마
- 1972년 여로

### 영화
- 1974년 낭자 한 - 조연
- 1975년 조총련 - 단역
- 1976년 7인의 말괄량이 - 조연
- 1978년 날으는 일지매 - 단역
- 1984년 새댁 나팔을 불기 시작했다 - 단역